# Puerto Rico Women's Challenger 2011
Il Puerto Rico Women's Challenger 2011 è stato un torneo di tennis facente parte della categoria ITF Women's Circuit nell'ambito dell'ITF Women's Circuit 2011. Il torneo si è giocato a Bayamón in Porto Rico dal 24 al 30 ottobre 2011 su campi in cemento e aveva un montepremi di $25 000.

## Vincitori

### Singolare
Michelle Larcher de Brito ha battuto in finale  Mónica Puig con il punteggio di 6–3, 6–2

### Doppio
Chanel Simmonds /  Ajla Tomljanović hanno battuto in finale  Victoria Duval /  Alexandra Kiick con il punteggio di 6–3, 6–1